# Робърт Шон Ленард
Робърт Лоурънс Ленард (на английски: Robert Lawrence Leonard), по-известен като Робърт Шон Ленард (на английски: Robert Sean Leonard) (роден на 28 февруари 1969 г.), е американски актьор, популярен с ролите си на Нийл Пери във филма „Обществото на мъртвите поети“ и д-р Джеймс Уилсън в сериала „Д-р Хаус“. 

## Избрана филмография
| година | филм                         | оригинално заглавие  | роля       | режисьор        |
| ------ | ---------------------------- | -------------------- | ---------- | --------------- |
| 1989   | Обществото на мъртвите поети | Dead Poets Society   | Нийл Пeри  | Питър Уиър      |
| 1993   | Невинни години               | The Age of Innocence | Тед Арчър  | Мартин Скорсезе |
| 2001   | Гориво в кръвта              | Driven               | Демил Блай | Рени Харлин     |